# Dikstaartgekko
De dikstaartgekko (Hemitheconyx caudicinctus) is een hagedis die behoort tot de gekko's en de familie Eublepharidae.

## Naam en indeling
De wetenschappelijke naam van de soort werd voor het eerst voorgesteld door André Marie Constant Duméril in 1851. Oorspronkelijk werd de wetenschappelijke naam Stenodactylus caudi-cinctus gebruikt en later werd de soort aan het geslacht Psilodactylus toegekend.

## Uiterlijke kenmerken
De lengte is ongeveer 25 centimeter, mannetjes worden groter dan vrouwtjes. De kleur is geelbruin, met meestal zeer brede, donkerbruine banden over het hele lichaam, hoewel er ook gevlekte en in de lengte gestreepte exemplaren voorkomen, en ook de kleuren kunnen grijs tot zelfs oranje zijn. Mannetjes hebben vaak een duidelijk lichtere streep op het midden van de rug. De dikstaartgekko heeft een dikke ronde staart, en deze dient zowel voor de opslag van vetten, en het misleiden van roofdieren. Deze staart is sterk ringvormig geribbeld, en doet gesegmenteerd aan, en omdat deze vooral bij oudere dieren dikker wordt lijkt deze vanaf een afstand op de kop, en vallen roofdieren vaak de verkeerde kant aan. Omdat gekko's autotomie kennen groeit de staart weer aan.
Dikstaartgekko's hebben in tegenstelling tot de meeste gekko's beweegbare oogleden, de meeste andere families van gekko's hebben een met het oog vergroeide, onbeweegbare 'bril' ter bescherming die ze met de tong schoon likken. Ook hechtlamellen ontbreken bij deze soort; dit zijn de kleine hechtkussentjes die bij veel gekko's gebruikt worden om te klimmen. De kop is relatief groot en stomp, de ogen hebben een verticale pupil.

## Verspreiding en habitat
De hagedis komt voor in delen van Afrika en leeft in de landen Kameroen, Nigeria, Senegal, Togo, Mali, Ivoorkust, Gambia, Benin, Burkina Faso, Niger en Guinee, mogelijk in Ghana, Liberia en Sierra Leone. De habitat bestaat uit zowel droge als vochtige savannen. De soort is aangetroffen van zeeniveau tot op een hoogte van ongeveer 500 meter boven zeeniveau.

## Levenswijze
De dikstaartgekko is niet zo schichtig als de meeste hagedissen, en heeft een trage motoriek. De gekko kan een leeftijd van tien jaar bereiken (bij goede verzorging nog ouder). Omdat de gekko aan de mens gewend raakt, er aandoenlijk uitziet vanwege de grote ogen en niet zo stressgevoelig is, is de soort populair als terrariumdier. De gekko gaat 's nachts op jacht, overdag trekt het dier zich terug in een holletje. Ter verdediging kan de staart worden afgeworpen (caudale autotomie) of kan een beet worden uitgedeeld. Het voedsel bestaat uit met name insecten en andere kleine dieren.

## Beschermingsstatus
Door de internationale natuurbeschermingsorganisatie IUCN is de beschermingsstatus 'veilig' toegewezen (Least Concern of LC).